# Jamaican International 1971
Die Jamaican International 1971 im Badminton fanden Mitte 1971 in Kingston statt.

## Finalergebnisse
| Disziplin    | Sieger                        | Finalist                          | Ergebnis           |
| ------------ | ----------------------------- | --------------------------------- | ------------------ |
| Herreneinzel | Roy Díaz González             | Jamie Paulson                     | 10-15, 15-12, 15-2 |
| Dameneinzel  | Margaret Parslow              | Jennifer Haddad                   | 11-6, 11-6         |
| Herrendoppel | Jamie Paulson Anthony Garcia  | Roy Díaz González Richard Roberts | 15-12, 15-8        |
| Damendoppel  | Barbara Lai Annie Lowe        | Joan Lyn Jennifer Haddad          | 5-15, 15-10, 18-16 |
| Mixed        | Jamie Paulson Jennifer Haddad | Roy Díaz González Joan Lyn        | 15-6, 13-18, 17-14 |